# Diócesis de Sapporo
La diócesis de Sapporo (en latín: Dioecesis Sapporen(sis) y en japonés: カトリック札幌司教区) es una circunscripción eclesiástica latina de la Iglesia católica en Japón, sufragánea de la arquidiócesis de Tokio. La diócesis tiene al obispo Bernard Taiji Katsuya como su ordinario desde el 22 de junio de 2013. 

## Territorio y organización
La diócesis tiene 78 422 km² y extiende su jurisdicción sobre los fieles católicos de rito latino residentes en la región de Hokkaidō.
La sede de la diócesis se encuentra en la ciudad de Sapporo, en donde se halla la Catedral de los Ángeles de la Guarda.
En 2020 en la diócesis existían 57 parroquias.

## Historia
La prefectura apostólica de Sapporo fue erigida el 12 de febrero de 1915 con el decreto Invecto feliciter de la Congregación de Propaganda Fide, obteniendo el territorio de la diócesis de Hakodate (hoy diócesis de Sendai). La prefectura apostólica incluía gran parte de la isla de Hokkaidō y la parte de las islas Kuriles y Sajalín sometidas al Imperio japonés.
El 30 de marzo de 1929 la prefectura apostólica fue elevada a vicariato apostólico con el breve Ad animorum del papa Pío XI.
El 18 de julio de 1932 cedió una parte de su territorio para la erección de la misión sui iuris de Karafuto (hoy prefectura apostólica de Yuzhno-Sajalinsk) mediante el breve Cum Nos instanter del papa Pío XI.
El 19 de junio de 1952, debido al decreto Quo aptius de la Congregación de Propaganda Fide, se amplió con porciones de territorio que pertenecían a la diócesis de Sendai.
El 11 de noviembre de 1952 el vicariato apostólico fue elevado a diócesis con la bula Iis Christi verbis del papa Pío XII.

## Estadísticas
De acuerdo al Anuario Pontificio 2021 la diócesis tenía a fines de 2020 un total de 15 978 fieles bautizados.
| Año                                                                             | Población            | Población | Población      | Sacerdotes | Sacerdotes    | Sacerdotes    | Bautizados por sacerdote | Diáconos permanentes | Religiosos | Religiosos | Parroquias |
| Año                                                                             | Bautizados católicos | Total     | % de católicos | Total      | Clero secular | Clero regular | Bautizados por sacerdote | Diáconos permanentes | Varones    | Mujeres    | Parroquias |
| ------------------------------------------------------------------------------- | -------------------- | --------- | -------------- | ---------- | ------------- | ------------- | ------------------------ | -------------------- | ---------- | ---------- | ---------- |
| 1950                                                                            | 5506                 | 3 600 000 | 0.2            | 25         | 10            | 15            | 220                      |                      | 8          | 90         | 21         |
| 1970                                                                            | 17 020               | 5 200 000 | 0.3            | 215        | 124           | 91            | 79                       |                      | 140        | 423        | 70         |
| 1980                                                                            | 17 484               | 5 567 573 | 0.3            | 113        | 32            | 81            | 154                      |                      | 133        | 421        | 70         |
| 1990                                                                            | 16 974               | 5 687 825 | 0.3            | 92         | 33            | 59            | 184                      |                      | 92         | 376        | 71         |
| 1999                                                                            | 17 350               | 5 736 812 | 0.3            | 77         | 42            | 35            | 225                      |                      | 67         | 372        | 68         |
| 2000                                                                            | 17 484               | 5 726 184 | 0.3            | 79         | 41            | 38            | 221                      |                      | 69         | 364        | 68         |
| 2001                                                                            | 17 484               | 5 726 184 | 0.3            | 74         | 40            | 34            | 236                      |                      | 65         | 351        | 68         |
| 2002                                                                            | 17 594               | 5 720 284 | 0.3            | 75         | 39            | 36            | 234                      |                      | 65         | 349        | 68         |
| 2003                                                                            | 17 744               | 5 682 950 | 0.3            | 75         | 39            | 36            | 236                      |                      | 69         | 351        | 68         |
| 2004                                                                            | 17 763               | 5 690 493 | 0.3            | 67         | 22            | 45            | 265                      |                      | 72         | 336        | 68         |
| 2010                                                                            | 17 993               | 5 543 556 | 0.3            | 65         | 20            | 45            | 276                      |                      | 69         | 301        | 59         |
| 2014                                                                            | 16 919               | 5 441 621 | 0.3            | 58         | 20            | 38            | 291                      |                      | 62         | 277        | 61         |
| 2017                                                                            | 16 494               | 5 371 154 | 0.3            | 62         | 19            | 43            | 266                      |                      | 71         | 271        | 57         |
| 2020                                                                            | 15 978               | 5 293 800 | 0.3            | 51         | 19            | 32            | 313                      |                      | 47         | 243        | 57         |
| Fuente: Catholic-Hierarchy, que a su vez toma los datos del Anuario Pontificio. |                      |           |                |            |               |               |                          |                      |            |            |            |

## Episcopologio
- Wenceslaus Kinold, O.F.M. † (13 de abril de 1915-noviembre de 1940 renunció)
  - Sede vacante (1940-1952)[7]
- Benedict Takahiko Tomizawa † (11 de diciembre de 1952-3 de octubre de 1987 retirado)
- Peter Toshio Jinushi † (3 de octubre de 1987-17 de noviembre de 2009 retirado)
  - Sede vacante (2009-2013)[8]
- Bernard Taiji Katsuya, desde el 22 de junio de 2013